# Kurt Wesoly
Kurt Wesoly (* 1944 in Velbert) ist ein deutscher Historiker mit Schwerpunkt Landes- und Regionalgeschichte.

## Werdegang
Nach dem Abitur am Friedrich-Spee-Kolleg studierte er die Fächer Germanistik, Geschichte und Philosophie und promovierte 1983 an der Freien Universität Berlin mit einer Arbeit über Lehrlinge und Handwerksgesellen am Mittelrhein. Ihre soziale Lage und ihre Organisation vom 14. bis ins 17. Jh. 1997 veröffentlichte er zusammen mit Thomas Lux und Hartmut Nolte die Darstellung Heiligenhaus. Geschichte einer Stadt im Niederbergischen und für den Bergischen Geschichtsverein fungierte er als Herausgeber der zweibändigen Geschichte des Bergischen Landes (2014 und 2016). Für den Rheinischen Städteatlas besorgte er die Bände zu Neviges (Nr. 77), Langenberg (Nr. 71), Wülfrath (Nr. 68), Heiligenhaus (Nr. 60) und Velbert (Nr. 57).

## Werke
- Lehrlinge und Handwerksgesellen am Mittelrhein. Ihre soziale Lage und ihre Organisation vom 14. bis ins 17. Jahrhundert. Frankfurt a. M. 1985 (Studien zur Frankfurter Geschichte 18).
- Velbert. Köln u. a. 1992 (Rheinischer Städteatlas 10, 57).
- Heiligenhaus. Köln u. a. 1994 (Rheinischer Städteatlas 11, 60).
- Wülfrath. Köln u. a. 1996 (Rheinischer Städteatlas 12, 68).
- Langenberg. Köln u. a. 1998 (Rheinischer Städteatlas 13, 71).
- Neviges. Köln u. a. 2001 (Rheinischer Städteatlas 14, 77).
- Ein gefüllter Willkomm. Festschrift für Knut Schulz zum 65. Geburtstag. Hrsg. von Franz Josef Felten, Stephanie Irrgang und Kurt Wesoly. Aachen 2002. ISBN 3-8322-0600-0
- Geschichte des Bergischen Landes. Bd. 1: Bis zum Ende des alten Herzogtums 1806. Hrsg. von Stefan Gorißen, Horst Sassin und Kurt Wesoly. Bielefeld 2014 (Bergische Forschungen. Quellen und Forschungen zur bergischen Geschichte, Kunst und Literatur 31).
- Geschichte des Bergischen Landes. Bd. 2: Das 19. und 20. Jahrhundert. Hrsg. von Stefan Gorißen, Horst Sassin und Kurt Wesoly. Bielefeld 2016 (Bergische Forschungen. Quellen und Forschungen zur bergischen Geschichte, Kunst und Literatur 32).